# Rémy Cointreau
Die Rémy Cointreau S.A. mit Sitz in Paris ist eine französische Unternehmensgruppe der Spirituosenindustrie und ging 1990 aus einer Fusion von Rémy Martin und Cointreau hervor.
Hauptaktivitäten der Gruppe sind Produktion und Vertrieb von Cognac (Weinbrand), Likör und weiteren Spirituosen. Rémy Cointreau produziert an vier Standorten und ist auf 160 Märkten weltweit tätig (Stand 2009). Nord- und Südamerika sowie Europa tragen dabei mit jeweils knapp 40 % zum Umsatz bei, Asien und andere Märkte machen gut 20 % aus.

## Geschichte
Die Ursprünge des Unternehmens liegen in der Gründung der Häuser Rémy Martin Cognac (1724 durch zwei Winzer) und Cointreau & Cie (1849 durch die Brüder Cointreau). 1924 kaufte André Renaud die E. Rémy Martin & Cie SA. Ihm folgte nach seinem Tod 1965 sein Schwiegersohn André Hériard Dubreuil. Unter seiner Leitung beteiligte sich Rémy Martin 1980 am französisch-chinesischen Joint-Venture Dynasty Wynery. Es folgten die Übernahmen der Champagner-Häuser Charles Heidsieck (1985) und Piper-Heidsieck (1988), der Likörmarke Galliano (1989) und der Rumbrennerei Mount Gay (ebenfalls 1989).
1990 wurden die Aktien von Rémy Martin auf die Cointreau & Cie SA übertragen, ein Jahr später benannte sich das Unternehmen in Rémy Cointreau SA um. Von 1999 bis 2009 war die Gruppe am Vertriebs-Joint-Venture Maxxium beteiligt, zu dem neben Rémy Cointreau noch die Edrington Group (Großbritannien), Beam Global Brands (USA) und seit 2001 Vin & Sprit (Schweden) gehörten. Mit Maxxium konnten neue Märkte vor allem in Europa und Asien erschlossen werden, während die 100-prozentige Tochter Rémy Amérique für den Vertrieb in Nordamerika und der Karibik zuständig war. Im Jahr 2000 wurden die Bols Royal Distilleries mit den Marken Bols und Metaxa übernommen. 2006 wurden einige Marken, darunter Galliano und Bols, wieder verkauft. Gleichzeitig begannen Bestrebungen, den Vertrieb der eigenen Marken wieder stärker zu kontrollieren. Der Vertrieb wurde international umstrukturiert und zum Teil eigene Strukturen geschaffen.
Mit Wirkung zum 1. April 2009 zog sich Rémy Cointreau schließlich aus dem Vertriebs-Joint-Venture Maxxium zurück. Mittlerweile kümmern sich weltweit über 1.000 Mitarbeiter um den Absatz der Produkte. Der Focus liegt dabei noch deutlicher als zuvor auf dem Premiumsegment. In Deutschland und Frankreich entstanden Vertriebs-Joint-Ventures. So entstand gemeinsam mit der Underberg-Gruppe die Diversa Spezialitäten GmbH, deren Tochtergesellschaft Team Spirit Internationale Markenspirituosen GmbH die Marken von Rémy Cointreau und Underberg exklusiv auf dem deutschen Markt vertreibt.
Anfang 2011 gab Rémy Cointreau bekannt, die beiden Champagnermarken Piper-Heidsieck und Charles Heidsieck für 410 Mio. Euro an die Holding EPI der Familie Descours zu verkaufen.

## Geschäftsfelder und Kennzahlen

Orangenlikör Cointreau (Flasche aus den 1970er Jahren)

Umsatz und Gewinn gingen im Finanzjahr 2008/2009 (bis 31. März 2009) gegenüber dem Vorjahreszeitraum um 11,6 % bzw. 12,9 % zurück. Die Zahl der Mitarbeiter wuchs im gleichen Zeitraum um ein Fünftel, was auf die Umstellung der Vertriebsstrukturen zurückzuführen sei.
In der Cognacsparte wurden 2008/2009 knapp 44 % des Konzernumsatzes, aber 55 % des Gewinns (operating profit) erwirtschaftet, vor allem mit Cognacs der Marke Rémy Martin. Von Bedeutung sind hier vor allem die Regionen Amerika und Asien, während nur 18,4 % der Umsätze bei Cognac auf Europa entfallen. Hatte der Cognacumsatz in vergangenen Jahren noch zum Teil stark zugenommen hat (z. B. Verdoppelung in Russland 2005/2006 gegenüber dem Vorjahreszeitraum), war er dagegen 2008/2009 insgesamt stark rückläufig (- 13,6 %).
An zweiter Stelle steht die Likör- und Spirituosensparte (2008/2009: 27,5 % des Umsatzes, 39 % vom operating profit), wobei fast die Hälfte davon auf den Orangenlikör Cointreau entfällt und Europa mit fast 60 % Umsatzanteil der bedeutendste Markt ist. Bei Likören und anderen Spirituosen erzielt Rémy Cointreau die höchsten Umsatzrenditen (27,1 % operating margin, gegenüber nur 8,6 % beim Champagner).
Die Champagnersparte (Umsatzrückgang zum Vorjahr: 9,2 %) trug fast 18 % zum Konzernumsatz, jedoch nur knapp 8 % zum Gewinn bei. Hier spielt mit drei Vierteln vom Umsatz vor allem der europäische Markt eine Rolle. Mit dem Vertrieb von Partnermarken wurden gut 11 % Umsatzanteil erzielt.
Im Geschäftsjahr 2021/22 wuchs der Umsatz um 30 % und erreichte 1,3 Milliarden Euro.

## Konzernstruktur und Beteiligungen
Im März 2021 wurden gut 66 % der Aktien über die Beteiligungsgesellschaften Orpar (47,6 %) und Récopart (18,5 %) von den Familien Hériard Dubreuil und Pierre Cointreau kontrolliert, die übrigen sind im Streubesitz.
Rémy Cointreau unterhält eigene Vertriebsgesellschaften sowie zahlreiche Handelsvertretungen in verschiedenen Ländern. Im Finanzjahr 2008/2009 entstanden neue Beteiligungen unter anderem in Frankreich (50 % an Lixit, einem Vertriebs-Joint-Venture mit William Grant & Sons) und Deutschland (50 % an der Diversa GmbH, einem Vertriebs-Joint-Venture mit Underberg). Zudem übernahm Rémy Cointreau die vorher zu Maxxium gehörenden Vertriebsgesellschaften in Belgien, Luxemburg, der Tschechischen Republik und der Slowakei vollständig. Als reiner Finanzinvestor ist Rémy Cointreau weiterhin mit etwa 27 % an der Dynasty Fine Wines Limited Group (Hong Kong) beteiligt.

## Produkte und Marken
Am bekanntesten und daher auch namensgebend für die Unternehmensgruppe sind Cognacs der Marke Rémy Martin und der Orangenlikör Cointreau. Die weiteren Marken sind:
- Metaxa[9] (griechischer Weinbrand)
- Passoa (Likör)
- Mount Gay[10] (Rum)
- Bruichladdich[11] (Scotch Whisky)
- Louis XIII[12] (Cognac)
- St. Rémy[13] (Brandy)
- The Botanist[14] (Gin)
- Domaine des hautes glaces[15] (französischer Whisky)
- Westland Distillery[16] (amerikanischer Whisky)
- Telmont[17] (Champagner)
- Belle de Brillet[18] (Birnen- und Cognac-Likör)